# 2022–2023-as UEFA Nemzetek Ligája (C liga)
A 2022–2023-as UEFA Nemzetek Ligájának C ligája az UEFA Nemzetek Ligája 2022–2023-as kiírásának harmadik divíziója volt.

## Lebonyolítás
A C ligában a 2022–2023-as UEFA Nemzetek Ligája kiemelési rangsorának 33–48. helyezettjei vettek részt, négy csoportra osztva. A csoportokban a csapatok összesen hat mérkőzést játszottak, oda-visszavágós körmérkőzéses rendszerben mérkőztek meg egymással 2022 júniusában és szeptemberében. A csoportok győztesei feljutottak a 2024–2025-ös UEFA Nemzetek Ligájának B ligájába.
Eredetileg a negyedik helyezett csapatok osztályozót játszottak volna. Azonban Oroszország folyamatban lévő felfüggesztése és a C liga 16 csapatos létszámának biztosítása érdekében csak egy csapat esett ki. Oroszországot kizárták a 2024–25-ös kiírásból. Így az összesített rangsor alapján az utolsó két csapat játszik osztályozót. Az osztályozón a magasabban rangsorolt csapat játszik pályaválasztóként a második mérkőzésen.

## Csapatok

### Változások
A 2020–2021-es kiírás utáni változások:
| Kiesett az B ligából                                  | Feljutott a D ligából |
| ----------------------------------------------------- | --------------------- |
| - Bulgária - Észak-Írország - Szlovákia - Törökország | - Gibraltár - Feröer  |

| Feljutott az B ligába                             | Kiesett a D ligába     |
| ------------------------------------------------- | ---------------------- |
| - Albánia - Montenegró - Örményország - Szlovénia | - Észtország - Moldova |

### Kiemelés
A kiemelés a 2022–2023-as UEFA Nemzetek Ligája kiemelési rangsorának megfelelően a 2020–2021-es UEFA Nemzetek Ligája összesített rangsora alapján történt. A kiemelést 2021. szeptember 22-én tették közzé.
| Csapat         | Hely. |
| -------------- | ----- |
| Törökország    | 33.   |
| Szlovákia      | 34.   |
| Bulgária       | 35.   |
| Észak-Írország | 36.   |

| Csapat           | Hely. |
| ---------------- | ----- |
| Görögország      | 37.   |
| Fehéroroszország | 38.   |
| Luxemburg        | 39.   |
| Észak-Macedónia  | 40.   |

| Csapat       | Hely. |
| ------------ | ----- |
| Litvánia     | 41.   |
| Grúzia       | 42.   |
| Azerbajdzsán | 43.   |
| Koszovó      | 44.   |

| Csapat     | Hely. |
| ---------- | ----- |
| Kazahsztán | 45.   |
| Ciprus     | 46.   |
| Gibraltár  | 47.   |
| Feröer     | 48.   |

1. 1 2  Az osztályozók győztesei a sorsolás időpontjában ismeretlenek voltak.

A csoportok sorsolását 2021. december 16-án közép-európai idő szerint 18 órától tartották Nyonban. Mindegyik csoportba mindegyik kalapból egy csapat került. Mivel a mérkőzéseket júniusban és szeptemberben játsszák, ezért nem volt a téli helyszínekre vonatkozó korlátozás. A földrajzi távolság és az ebből következő hosszú utazás miatt csoportonként legfeljebb egy párosítás lehetett a következőkből: Észak-Írország és Kazahsztán, Gibraltár és Azerbajdzsán.

## Csoportok
Az időpontok közép-európai nyári idő (UTC+2) szerint értendők. Az ettől eltérő időzónában játszott mérkőzéseknél zárójelben szerepel a helyi idő is.

### 1. csoport
| Hely. | Csapat      | M | Gy | D | V | G+ | G– | Gk  | P  | Feljutás vagy kiesés |     | Törökország | Luxemburg | Feröer | Litvánia |
| ----- | ----------- | - | -- | - | - | -- | -- | --- | -- | -------------------- | --- | ----------- | --------- | ------ | -------- |
| 1.    | Törökország | 6 | 4  | 1 | 1 | 18 | 5  | +13 | 13 | Feljutott a B ligába |     | —           | 3–3       | 4–0    | 2–0      |
| 2.    | Luxemburg   | 6 | 3  | 2 | 1 | 9  | 7  | +2  | 11 |                      |     | 0–2         | —         | 2–2    | 1–0      |
| 3.    | Feröer      | 6 | 2  | 2 | 2 | 7  | 10 | −3  | 8  |                      | 2–1 | 0–1         | —         | 2–1    |          |
| 4.    | Litvánia    | 6 | 0  | 1 | 5 | 2  | 14 | −12 | 1  | Osztályozót játszott |     | 0–6         | 0–2       | 1–1    | —        |

| 2022. június 4. 18:00 (19:00 UTC+3) |

| Litvánia | 0–2               | Luxemburg      |
| -------- | ----------------- | -------------- |
|          | (0–1) Jegyzőkönyv | Sinani 44' 78' |

| LFF Stadium, Vilnius Játékvezető: David Fuxman (izraeli) |

| 2022. június 4. 20:45 (21:45 UTC+3) |

| Törökország                                     | 4–0               | Feröer |
| ----------------------------------------------- | ----------------- | ------ |
| Ünder 37' Dervişoğlu 47' Dursun 82' Demiral 85' | (1–0) Jegyzőkönyv |        |

| Başakşehir Fatih Terim Stadium, Isztambul Játékvezető: Trustin Farrugia Cann (máltai) |

| 2022. június 7. 20:45 (19:45 UTC+1) |

| Feröer | 0–1               | Luxemburg                |
| ------ | ----------------- | ------------------------ |
|        | (0–0) Jegyzőkönyv | Rodrigues 74' (11-esből) |

| Tórsvøllur Stadion, Tórshavn Játékvezető: Rob Hennessy (ír) |

| 2022. június 7. 20:45 (21:45 UTC+3) |

| Litvánia | 0–6               | Törökország                                                       |
| -------- | ----------------- | ----------------------------------------------------------------- |
|          | (0–2) Jegyzőkönyv | Sinik 2' 14' Dursun 56' (11-esből) 81' Akgün 89' Dervişoğlu 90+1' |

| LFF Stadium, Vilnius Játékvezető: Novak Simović (szerb) |

| 2022. június 11. 18:00 (17:00 UTC+1) |

| Feröer                                | 2–1               | Litvánia   |
| ------------------------------------- | ----------------- | ---------- |
| Davidsen 20' (11-esből) Andreasen 45' | (2–1) Jegyzőkönyv | Černych 6' |

| Tórsvøllur Stadion, Tórshavn Játékvezető: Igor Pajac (horvát) |

| 2022. június 11. 20:45 |

| Luxemburg | 0–2               | Törökország                          |
| --------- | ----------------- | ------------------------------------ |
|           | (0–1) Jegyzőkönyv | Çalhanoğlu 37' (11-esből) Dursun 76' |

| Stade de Luxembourg, Luxembourg Játékvezető: Antonio Emanuel Carvalho (portugál) |

| 2022. június 14. 20:45 |

| Luxemburg                             | 2–2               | Feröer            |
| ------------------------------------- | ----------------- | ----------------- |
| Rodrigues 12' (11-esből) Barreiro 49' | (1–0) Jegyzőkönyv | Bjartalíð 57' 59' |

| Stade de Luxembourg, Luxembourg Játékvezető: Michael Fabbri (olasz) |

| 2022. június 14. 20:45 (21:45 UTC+3) |

| Törökország                         | 2–0               | Litvánia |
| ----------------------------------- | ----------------- | -------- |
| Ayhan 37' Çalhanoğlu 54' (11-esből) | (1–0) Jegyzőkönyv |          |

| Gürsel Aksel, Izmir Játékvezető: Stéphanie Frappart (francia) |

| 2022. szeptember 22. 20:45 (21:45 UTC+3) |

| Litvánia   | 1–1               | Feröer        |
| ---------- | ----------------- | ------------- |
| Slivka 41' | (1–1) Jegyzőkönyv | Andreasen 22' |

| LFF Stadion, Vilnius Játékvezető: Vilhjálmur Alvar Þórarinsson (izlandi) |

| 2022. szeptember 22. 20:45 (21:45 UTC+3) |

| Törökország                                        | 3–3               | Luxemburg                            |
| -------------------------------------------------- | ----------------- | ------------------------------------ |
| Ünder 16' (11-esből) Chanot 39' (öngól) Yüksek 87' | (2–2) Jegyzőkönyv | Da Graça 8' Sinani 37' Rodrigues 69' |

| Başakşehir Fatih Terim Stadion, Isztambul Játékvezető: Tobias Stieler (német) |

| 2022. szeptember 25. 20:45 (19:45 UTC+1) |

| Feröer                      | 2–1               | Törökország |
| --------------------------- | ----------------- | ----------- |
| Davidsen 51' Edmundsson 59' | (0–0) Jegyzőkönyv | Gürler 89'  |

| Tórsvøllur, Tórshavn Játékvezető: Serhiy Boiko (ukrán) |

| 2022. szeptember 25. 20:45 |

| Luxemburg     | 1–0               | Litvánia |
| ------------- | ----------------- | -------- |
| Rodrigues 89' | (0–0) Jegyzőkönyv |          |

| Stade de Luxembourg, Luxembourg Játékvezető: Giorgi Kruashvili (grúz) |

### 2. csoport
| Hely. | Csapat         | M | Gy | D | V | G+ | G– | Gk | P  | Feljutás vagy kiesés |     | Görögország | Koszovó | Észak-Írország | Ciprusi Köztársaság |
| ----- | -------------- | - | -- | - | - | -- | -- | -- | -- | -------------------- | --- | ----------- | ------- | -------------- | ------------------- |
| 1.    | Görögország    | 6 | 5  | 0 | 1 | 10 | 2  | +8 | 15 | Feljutott a B ligába |     | —           | 2–0     | 3–1            | 3–0                 |
| 2.    | Koszovó        | 6 | 3  | 0 | 3 | 11 | 8  | +3 | 9  |                      |     | 0–1         | —       | 3–2            | 5–1                 |
| 3.    | Észak-Írország | 6 | 1  | 2 | 3 | 7  | 10 | −3 | 5  |                      | 0–1 | 2–1         | —       | 2–2            |                     |
| 4.    | Ciprus         | 6 | 1  | 2 | 3 | 4  | 12 | −8 | 5  |                      | 1–0 | 0–2         | 0–0     | —              |                     |

| 2022. június 2. 20:45 (21:45 UTC+3) |

| Ciprus | 0–2               | Koszovó                  |
| ------ | ----------------- | ------------------------ |
|        | (0–0) Jegyzőkönyv | Berisha 65' Zhegrova 78' |

| AEK Arena – Georgios Karapatakis, Lárnaka Játékvezető: Jérôme Brisard (francia) |

| 2022. június 2. 20:45 (19:45 UTC+1) |

| Észak-Írország | 0–1               | Görögország   |
| -------------- | ----------------- | ------------- |
|                | (0–1) Jegyzőkönyv | Bakasetas 39' |

| Windsor Park, Belfast Játékvezető: Erik Lambrechts (belga) |

| 2022. június 5. 18:00 (19:00 UTC+3) |

| Ciprus | 0–0         | Észak-Írország |
| ------ | ----------- | -------------- |
|        | Jegyzőkönyv |                |

| AEK Arena – Georgios Karapatakis, Lárnaka Játékvezető: Enea Jorgji (albán) |

| 2022. június 5. 20:45 |

| Koszovó | 0–1               | Görögország   |
| ------- | ----------------- | ------------- |
|         | (0–1) Jegyzőkönyv | Bakasetas 36' |

| Fadil Vokrri Stadium, Pristina Játékvezető: John Beaton (skót) |

| 2022. június 9. 20:45 (21:45 UTC+3) |

| Görögország                           | 3–0               | Ciprus |
| ------------------------------------- | ----------------- | ------ |
| Bakasetas 8' Pavlidis 20' Limnios 48' | (2–0) Jegyzőkönyv |        |

| Panthessaliko Stadium, Vólosz Játékvezető: Bognár Tamás (magyar) |

| 2022. június 9. 20:45 |

| Koszovó                             | 3–2               | Észak-Írország         |
| ----------------------------------- | ----------------- | ---------------------- |
| Muriqi 9' (11-esből) 52' Bytyqi 19' | (2–1) Jegyzőkönyv | Lavery 44' Ballard 83' |

| Fadil Vokrri Stadium, Pristina Játékvezető: Jakob Kehlet (dán) |

| 2022. június 12. 15:00 (14:00 UTC+1) |

| Észak-Írország         | 2–2               | Ciprus          |
| ---------------------- | ----------------- | --------------- |
| McNair 71' Evans 90+4' | (0–1) Jegyzőkönyv | Kakúlli 32' 51' |

| Windsor Park, Belfast Játékvezető: Ricardo de Burgos (spanyol) |

| 2022. június 12. 20:45 (21:45 UTC+3) |

| Görögország                   | 2–0               | Koszovó |
| ----------------------------- | ----------------- | ------- |
| Jakumákisz 71' Mantalos 90+8' | (0–0) Jegyzőkönyv |         |

| Panthesszaliko Stadion, Vólosz Játékvezető: Julian Weinberger (osztrák) |

| 2022. szeptember 24. 18:00 (17:00 UTC+1) |

| Észak-Írország           | 2–1               | Koszovó    |
| ------------------------ | ----------------- | ---------- |
| Whyte 82' Magennis 90+3' | (0–0) Jegyzőkönyv | Muriqi 58' |

| Windsor Park, Belfast Játékvezető: Glenn Nyberg (svéd) |

| 2022. szeptember 24. 20:45 (21:45 UTC+3) |

| Ciprus      | 1–0               | Görögország |
| ----------- | ----------------- | ----------- |
| Cionisz 18' | (1–0) Jegyzőkönyv |             |

| AEK Arena – Georgios Karapatakis, Lárnaka Játékvezető: Alekszej Kulbakov (belarusz) |

| 2022. szeptember 27. 20:45 (21:45 UTC+3) |

| Görögország                          | 3–1               | Észak-Írország |
| ------------------------------------ | ----------------- | -------------- |
| Pelkas 14' Masouras 55' Mantalos 80' | (1–1) Jegyzőkönyv | Lavery 18'     |

| Georgios Kamaras Stadium, Athén Játékvezető: Filip Glova (szlovák) |

| 2022. szeptember 27. 20:45 |

| Koszovó                                               | 5–1               | Ciprus      |
| ----------------------------------------------------- | ----------------- | ----------- |
| Muslija 22' Rrudhani 45+1' Rashani 46' Muriqi 52' 84' | (2–0) Jegyzőkönyv | Roberge 81' |

| Fadil Vokrri Stadium, Pristina Játékvezető: Kristo Tohver (észt) |

### 3. csoport
| Hely. | Csapat           | M | Gy | D | V | G+ | G– | Gk | P  | Feljutás vagy kiesés |     | Kazahsztán | Azerbajdzsán | Szlovákia | Fehéroroszország |
| ----- | ---------------- | - | -- | - | - | -- | -- | -- | -- | -------------------- | --- | ---------- | ------------ | --------- | ---------------- |
| 1.    | Kazahsztán       | 6 | 4  | 1 | 1 | 8  | 6  | +2 | 13 | Feljutott a B ligába |     | —          | 2–0          | 2–1       | 2–1              |
| 2.    | Azerbajdzsán     | 6 | 3  | 1 | 2 | 7  | 4  | +3 | 10 |                      |     | 3–0        | —            | 0–1       | 2–0              |
| 3.    | Szlovákia        | 6 | 2  | 1 | 3 | 5  | 6  | −1 | 7  |                      | 0–1 | 1–2        | —            | 1–1       |                  |
| 4.    | Fehéroroszország | 6 | 0  | 3 | 3 | 3  | 7  | −4 | 3  |                      | 1–1 | 0–0        | 0–1          | —         |                  |

| 2022. június 3. 16:00 (20:00 UTC+6) |

| Kazahsztán       | 2–0               | Azerbajdzsán |
| ---------------- | ----------------- | ------------ |
| Aymbetov 50' 60' | (0–0) Jegyzőkönyv |              |

| Asztana Aréna, Nur-Szultan Játékvezető: Vad István (magyar) |

| 2022. június 3. 20:45 |

| Fehéroroszország | 0–1               | Szlovákia  |
| ---------------- | ----------------- | ---------- |
|                  | (0–0) Jegyzőkönyv | Suslov 61' |

| Karađorđe Stadium, Újvidék (Szerbia) Játékvezető: Stéphanie Frappart (francia) |

| 2022. június 6. 20:45 |

| Fehéroroszország | 0–0         | Azerbajdzsán |
| ---------------- | ----------- | ------------ |
|                  | Jegyzőkönyv |              |

| Karađorđe Stadium, Újvidék (Szerbia) Játékvezető: Mohammed Al-Hakim (svéd) |

| 2022. június 6. 20:45 |

| Szlovákia | 0–1               | Kazahsztán    |
| --------- | ----------------- | ------------- |
|           | (0–1) Jegyzőkönyv | Darabayev 26' |

| Anton Malatinský Stadium, Nagyszombat Játékvezető: Kristo Tohver (észt) |

| 2022. június 10. 18:00 (20:00 UTC+4) |

| Azerbajdzsán | 0–1               | Szlovákia |
| ------------ | ----------------- | --------- |
|              | (0–0) Jegyzőkönyv | Weiss 81' |

| Dalga Arena, Mərdəkan Játékvezető: Donatas Rumšas (litván) |

| 2022. június 10. 20:45 |

| Fehéroroszország | 1–1               | Kazahsztán   |
| ---------------- | ----------------- | ------------ |
| Malkevich 84'    | (0–1) Jegyzőkönyv | Aymbetov 13' |

| Karađorđe Stadium, Újvidék (Szerbia) Játékvezető: Manuel Schüttengruber (osztrák) |

| 2022. június 13. 16:00 (20:00 UTC+6) |

| Kazahsztán                    | 2–1               | Szlovákia |
| ----------------------------- | ----------------- | --------- |
| Vorogovszkij 18' Asztanov 39' | (2–0) Jegyzőkönyv | Bero 51'  |

| Asztana Aréna, Nur-Szultan Játékvezető: Bram Van Driessche (belga) |

| 2022. június 13. 18:00 (20:00 UTC+4) |

| Azerbajdzsán                     | 2–0               | Fehéroroszország |
| -------------------------------- | ----------------- | ---------------- |
| Emreli 76' Ramil Sheydayev 90+3' | (0–0) Jegyzőkönyv |                  |

| Dalga Arena, Mərdəkan Játékvezető: Anasztásziosz Papapetru (görög) |

| 2022. szeptember 22. 16:00 (20:00 UTC+6) |

| Kazahsztán                   | 2–1               | Fehéroroszország |
| ---------------------------- | ----------------- | ---------------- |
| Gabyshev 29' Zaynutdinov 79' | (1–1) Jegyzőkönyv | Savitsky 45+3'   |

| Asztana Aréna, Asztana Játékvezető: Horatiu Fesnic (román) |

| 2022. szeptember 22. 20:45 |

| Szlovákia              | 1–2               | Azerbajdzsán                 |
| ---------------------- | ----------------- | ---------------------------- |
| Jirka 90+3' (11-esből) | (0–1) Jegyzőkönyv | Dadashov 44' Haghverdi 90+5' |

| Anton Malatinský Stadium, Nagyszombat Játékvezető: William Collum (skót) |

| 2022. szeptember 25. 18:00 (20:00 UTC+4) |

| Azerbajdzsán                                   | 3–0               | Kazahsztán |
| ---------------------------------------------- | ----------------- | ---------- |
| Marochkin 66' (öngól) Ozobić 74' Nuriyev 90+1' | (0–0) Jegyzőkönyv |            |

| Dalga Arena, Baku Játékvezető: Harm Osmers (német) |

| 2022. szeptember 25. 18:00 |

| Szlovákia  | 1–1               | Fehéroroszország |
| ---------- | ----------------- | ---------------- |
| Zreľák 65' | (0–1) Jegyzőkönyv | Bakhar 45'       |

| TSC Arena, Topolya (Szerbia) Játékvezető: Nikola Dabanović (montenegrói) |

### 4. csoport
| Hely. | Csapat          | M | Gy | D | V | G+ | G– | Gk  | P  | Feljutás vagy kiesés |     | Grúzia | Bulgária | Észak-Macedónia | Gibraltár (brit tengerentúli terület) |
| ----- | --------------- | - | -- | - | - | -- | -- | --- | -- | -------------------- | --- | ------ | -------- | --------------- | ------------------------------------- |
| 1.    | Grúzia          | 6 | 5  | 1 | 0 | 16 | 3  | +13 | 16 | Feljutott a B ligába |     | —      | 0–0      | 2–0             | 4–0                                   |
| 2.    | Bulgária        | 6 | 2  | 3 | 1 | 10 | 8  | +2  | 9  |                      |     | 2–5    | —        | 1–1             | 5–1                                   |
| 3.    | Észak-Macedónia | 6 | 2  | 1 | 3 | 7  | 7  | 0   | 7  |                      | 0–3 | 0–1    | —        | 4–0             |                                       |
| 4.    | Gibraltár       | 6 | 0  | 1 | 5 | 3  | 18 | −15 | 1  | Osztályozót játszott |     | 1–2    | 1–1      | 0–2             | —                                     |

| 2022. június 2. 18:00 (20:00 UTC+4) |

| Grúzia                                                    | 4–0               | Gibraltár |
| --------------------------------------------------------- | ----------------- | --------- |
| Kvarachelia 12' Kashia 33' Mikautadze 87' Qazaishvili 88' | (2–0) Jegyzőkönyv |           |

| Borisz Paicsadze Stadion, Tbiliszi Játékvezető: Morten Krogh (dán) |

| 2022. június 2. 20:45 (21:45 UTC+3) |

| Bulgária     | 1–1               | Észak-Macedónia |
| ------------ | ----------------- | --------------- |
| Despodov 13' | (1–0) Jegyzőkönyv | Ristovski 50'   |

| Huvepharma Arena, Razgrad Játékvezető: Jérémie Pignard (francia) |

| 2022. június 5. 18:00 |

| Gibraltár | 0–2               | Észak-Macedónia       |
| --------- | ----------------- | --------------------- |
|           | (0–1) Jegyzőkönyv | Bardi 21' Nikolov 84' |

| Victoria Stadion, Gibraltár Játékvezető: Alain Durieux (luxemburgi) |

| 2022. június 5. 20:45 (21:45 UTC+3) |

| Bulgária               | 2–5               | Grúzia                                                                                           |
| ---------------------- | ----------------- | ------------------------------------------------------------------------------------------------ |
| Iliev 50' Stefanov 83' | (0–2) Jegyzőkönyv | Davitasvili 4' A. Hrisztov 31' (öngól) Zivzivadze 52' Kvarachelia 58' (11-esből) Qazaishvili 69' |

| Huvepharma Arena, Razgrad Játékvezető: Fabio Maresca (olasz) |

| 2022. június 9. 20:45 |

| Gibraltár             | 1–1               | Bulgária         |
| --------------------- | ----------------- | ---------------- |
| Walker 61' (11-esből) | (0–1) Jegyzőkönyv | G. Mincsev 45+1' |

| Victoria Stadion, Gibraltár Játékvezető: Petri Viljanen (finn) |

| 2022. június 9. 20:45 |

| Észak-Macedónia | 0–3               | Grúzia                                         |
| --------------- | ----------------- | ---------------------------------------------- |
|                 | (0–0) Jegyzőkönyv | Zivzivadze 52' Kvarachelia 62' Kiteishvili 84' |

| Toše Proeski Arena, Szkopje Játékvezető: Roi Reinshreiber (izraeli) |

| 2022. június 12. 18:00 (20:00 UTC+4) |

| Grúzia | 0–0         | Bulgária |
| ------ | ----------- | -------- |
|        | Jegyzőkönyv |          |

| Borisz Paicsadze Stadion, Tbiliszi Játékvezető: Espen Eskås (norvég) |

| 2022. június 12. 18:00 |

| Észak-Macedónia                                          | 4–0               | Gibraltár |
| -------------------------------------------------------- | ----------------- | --------- |
| Bardi 4' Torrilla 14' (öngól) Miovszki 16' Csurlinov 31' | (4–0) Jegyzőkönyv |           |

| Todor Proeski Arena, Szkopje Játékvezető: Dumitri Muntean (moldáv) |

| 2022. szeptember 23. 18:00 (20:00 UTC+4) |

| Grúzia                               | 2–0               | Észak-Macedónia |
| ------------------------------------ | ----------------- | --------------- |
| Miovszki 35' (öngól) Kvarachelia 64' | (1–0) Jegyzőkönyv |                 |

| Borisz Paicsadze Stadion, Tbiliszi Játékvezető: Ivan Kružliak (szlovák) |

| 2022. szeptember 23. 20:45 (21:45 UTC+3) |

| Bulgária                                                   | 5–1               | Gibraltár        |
| ---------------------------------------------------------- | ----------------- | ---------------- |
| Antov 23' Despodov 36' Kirilov 52' Stefanov 55' Petkov 81' | (2–1) Jegyzőkönyv | R. Chipolina 26' |

| Huvepharma Arena, Razgrad Játékvezető: Pavel Orel (cseh) |

| 2022. szeptember 26. 20:45 |

| Gibraltár    | 1–2               | Grúzia                                      |
| ------------ | ----------------- | ------------------------------------------- |
| Annesley 75' | (0–1) Jegyzőkönyv | Kvarachelia 19' (11-esből) Tsitaishvili 48' |

| Victoria Stadion, Gibraltár Játékvezető: Rob Harvey (ír) |

| 2022. szeptember 26. 20:45 |

| Észak-Macedónia | 0–1               | Bulgária     |
| --------------- | ----------------- | ------------ |
|                 | (0–0) Jegyzőkönyv | Despodov 50' |

| Toše Proeski Arena, Szkopje Játékvezető: Julian Weinberger (osztrák) |

## A negyedik helyezettek rangsora
| Hely. | Cs | Csapat           | M | Gy | D | V | G+ | G– | Gk  | P | Továbbjutás          |
| ----- | -- | ---------------- | - | -- | - | - | -- | -- | --- | - | -------------------- |
| 1.    | C2 | Ciprus           | 6 | 1  | 2 | 3 | 4  | 12 | −8  | 5 |                      |
| 2.    | C3 | Fehéroroszország | 6 | 0  | 3 | 3 | 3  | 7  | −4  | 3 |                      |
| 3.    | C1 | Litvánia         | 6 | 0  | 1 | 5 | 2  | 14 | −12 | 1 | Osztályozót játszott |
| 4.    | C4 | Gibraltár        | 6 | 0  | 1 | 5 | 3  | 18 | −15 | 1 | Osztályozót játszott |

## Osztályozók
Eredetileg a C liga negyedik helyezettjei osztályozót játszottak volna. Azonban Oroszország folyamatban lévő felfüggesztése és a C liga 16 csapatos létszámának biztosítása érdekében csak egy csapat esett ki. Oroszországot kizárták a 2024–25-ös kiírásból. Így az összesített rangsor alapján csak az utolsó két csapat játszott osztályozót. Az osztályozón a magasabban rangsorolt csapat játszott pályaválasztóként a második mérkőzésen.

### Összegzés
| 1. csapat | Össz. | 2. csapat | 1. mérk. | 2. mérk. |
| --------- | ----- | --------- | -------- | -------- |
| Gibraltár | 0–2   | Litvánia  | 0–1      | 0–1      |

### Mérkőzések
| 2024. március 21. 20:45 |

| Gibraltár | 0–1               | Litvánia  |
| --------- | ----------------- | --------- |
|           | (0–0) Jegyzőkönyv | Kučys 60' |

| Algarve Stadion, Faro/Loulé (Portugália) Játékvezető: Giorgi Kruashvili (grúz) |

| 2024. március 26. 20:45 |

| Litvánia    | 1–0               | Gibraltár |
| ----------- | ----------------- | --------- |
| Černych 51' | (0–0) Jegyzőkönyv |           |

| Darius and Girėnas Stadion, Kaunas Játékvezető: Duje Strukan (horvát) |

## Összesített rangsor
A C liga 16 csapata az UEFA Nemzetek Ligája 33–48. helyezéseit kapta, a következő szabályok alapján:
- A csoportok első helyezettjei a 33–36. helyezéseket kapták, a csoportban elért eredményeik alapján.
- A csoportok második helyezettjei a 37–40. helyezéseket kapták, a csoportban elért eredményeik alapján.
- A csoportok harmadik helyezettjei a 41–44. helyezéseket kapták, a csoportban elért eredményeik alapján.
- A csoportok negyedik helyezettjei a 45–48. helyezéseket kapták, a csoportban elért eredményeik alapján.

| Hely. | Cs | Csapat           | M | Gy | D | V | G+ | G– | Gk  | P  |
| ----- | -- | ---------------- | - | -- | - | - | -- | -- | --- | -- |
| 33.   | C4 | Grúzia           | 6 | 5  | 1 | 0 | 16 | 3  | +13 | 16 |
| 34.   | C2 | Görögország      | 6 | 5  | 0 | 1 | 10 | 2  | +8  | 15 |
| 35.   | C1 | Törökország      | 6 | 4  | 1 | 1 | 18 | 5  | +13 | 13 |
| 36.   | C3 | Kazahsztán       | 6 | 4  | 1 | 1 | 8  | 6  | +2  | 13 |
|       |    |                  |   |    |   |   |    |    |     |    |
| 37.   | C1 | Luxemburg        | 6 | 3  | 2 | 1 | 9  | 7  | +2  | 11 |
| 38.   | C3 | Azerbajdzsán     | 6 | 3  | 1 | 2 | 7  | 4  | +3  | 10 |
| 39.   | C2 | Koszovó          | 6 | 3  | 0 | 3 | 11 | 8  | +3  | 9  |
| 40.   | C4 | Bulgária         | 6 | 2  | 3 | 1 | 10 | 8  | +2  | 9  |
|       |    |                  |   |    |   |   |    |    |     |    |
| 41.   | C1 | Feröer           | 6 | 2  | 2 | 2 | 7  | 10 | −3  | 8  |
| 42.   | C4 | Észak-Macedónia  | 6 | 2  | 1 | 3 | 7  | 7  | 0   | 7  |
| 43.   | C3 | Szlovákia        | 6 | 2  | 1 | 3 | 5  | 6  | −1  | 7  |
| 44.   | C2 | Észak-Írország   | 6 | 1  | 2 | 3 | 7  | 10 | −3  | 5  |
|       |    |                  |   |    |   |   |    |    |     |    |
| 45.   | C2 | Ciprus           | 6 | 1  | 2 | 3 | 4  | 12 | −8  | 5  |
| 46.   | C3 | Fehéroroszország | 6 | 0  | 3 | 3 | 3  | 7  | −4  | 3  |
| 47.   | C1 | Litvánia         | 6 | 0  | 1 | 5 | 2  | 14 | −12 | 1  |
| 48.   | C4 | Gibraltár        | 6 | 0  | 1 | 5 | 3  | 18 | −15 | 1  |

## 2024-es Eb-pótselejtező
A C liga négy legjobb csapata, amely a selejtezőből nem jutott ki a 2024-es Európa-bajnokságra, részt vehetett a pótselejtezőn.
| Hely.  | Csapat           |
| ------ | ---------------- |
| 33. CS | Grúzia           |
| 34. CS | Görögország      |
| 35. CS | Törökország      |
| 36. CS | Kazahsztán       |
| 37.    | Luxemburg        |
| 38.    | Azerbajdzsán     |
| 39.    | Koszovó          |
| 40.    | Bulgária         |
| 41.    | Feröer           |
| 42.    | Észak-Macedónia  |
| 43.    | Szlovákia        |
| 44.    | Észak-Írország   |
| 45.    | Ciprus           |
| 46.    | Fehéroroszország |
| 47.    | Litvánia         |
| 48.    | Gibraltár        |

Jegyzetek
- CS Az A, B, C liga csoportgyőztese
- D A D liga legjobb csoportgyőztese
- Kijutott az Európa-bajnokságra
- A pótselejtezőbe jutott
- Rendezőként kijutott az Európa-bajnokságra
- Kizárták